# Nicola Payne
Nicola Payne, född den 26 juli 1960 i Hongkong, är en nyzeeländsk roddare.
Hon tog OS-brons i tvåa utan styrman i samband med de olympiska roddtävlingarna 1988 i Seoul.